# Actenicerus defloratus
Actenicerus defloratus é uma espécie de besouro click da família Elateridae. A espécie foi descrita cientificamente por Schwarz em 1902.